# Ꞛ
Cette page contient des caractères spéciaux ou non latins. S’ils s’affichent mal (▯, ?, etc.), consultez la page d’aide Unicode.
Le Ꞛ (ꞛ en minuscule), appelé a encoche à gauche ou ä volapük, est une lettre additionnelle de l’alphabet latin qui a été utilisée dans l’écriture du volapük de 1883 à 1887 et dans plusieurs transcriptions phonétiques. Elle est aujourd’hui transcrite ‹ Ä ä › en volapük.

## Utilisation

### Alphabet de Volney

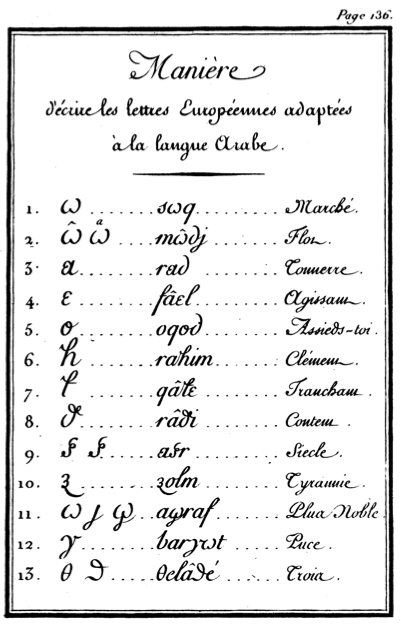
Formes cursives des lettres pour la translittération de l’arabe, dans Simplification des langues orientales de Volney publiée en 1795.

En 1795, Volney utilise la forme du ꞛ comme forme cursive du ‹ a ›, pour le distinguer du ‹ ɑ ›, dans Simplification des langues orientales, ou Méthode nouvelle et facile d'apprendre les langues arabe, persane et turque avec des caractères européens.

### Horatio Hale

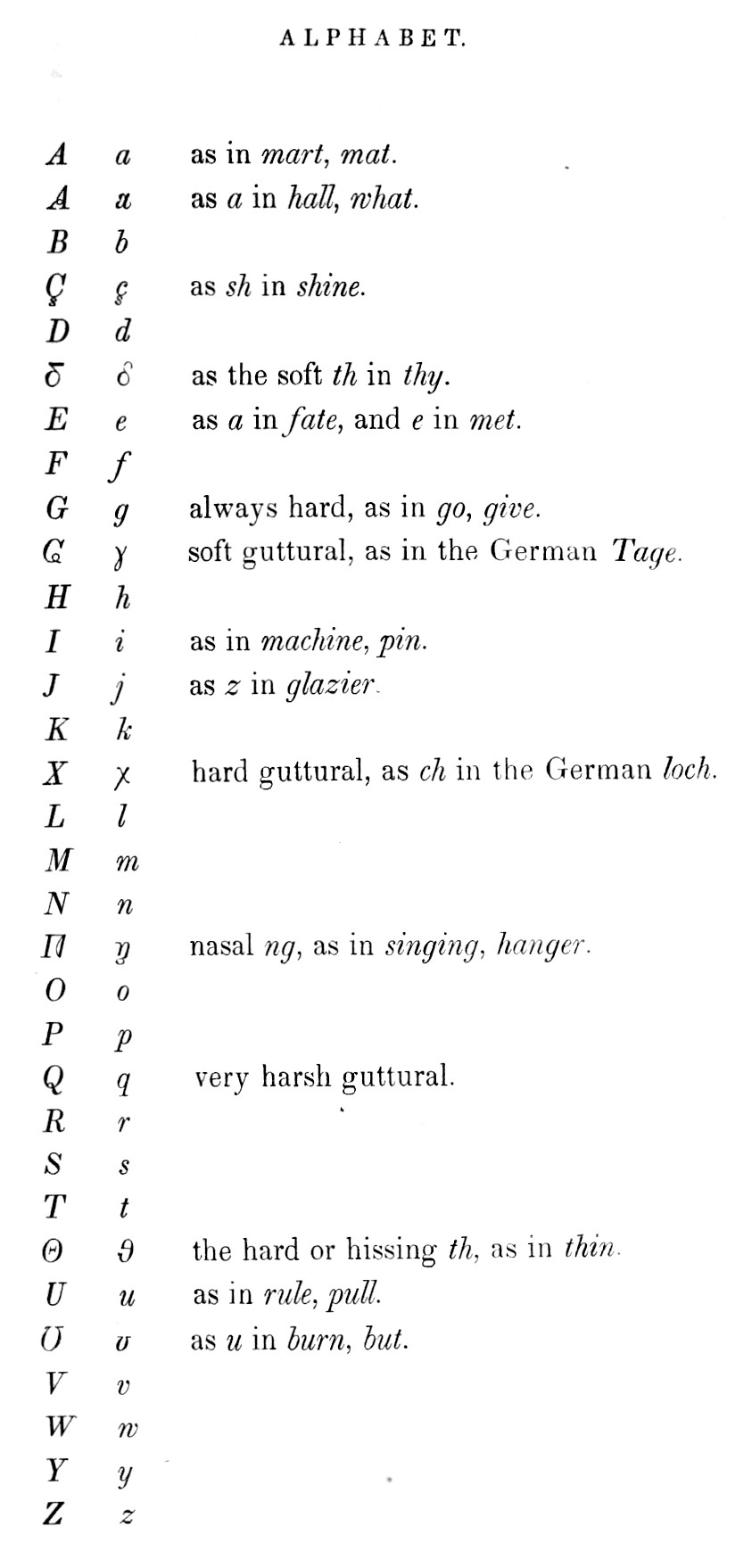
Alphabet d’Horatio Hale de 1846.

Horatio Hale (en) utilise la lettre ꞛ dans Ethnography and Philology publié en 1846 et produit lors de l’expédition Wilkes.

### Alphabets phonétiques anglais
Cette lettre ‹ ꞛ › est utilisée dans certaines versions de l’alphabet phonotypique d’Isaac Pitman, dont l’alphabet de Cincinnati utilisée par Benn Pitman aux États-Unis.
La lettre, ou une lettre similaire, est aussi utilisée dans l’alphabet phonétique d’Edwin Leigh,,, qui a été utilisé dans les écoles de Saint-Louis des années 1860 aux années 1880.
Le ꞛ est utilisé dans l’alphabet phonétique proposé en 1904 par le comité commun de la National Education Association, l’American Philological Association (en) et la Modern Language Association of America, ainsi que dans sa révision proposée par la National Education Association en 1911,,.

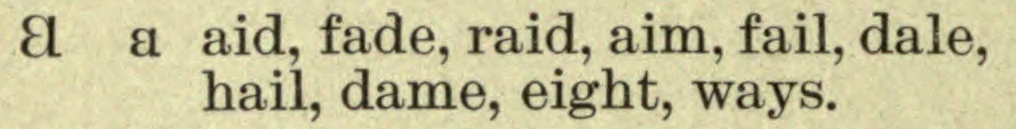
« Ꞛ ꞛ » utilisé par Charles A. Story en 1907.

Charles A. Story utilise la lettre Ꞛ dans le Universal Alphabet dans un ouvrage publié en 1907.

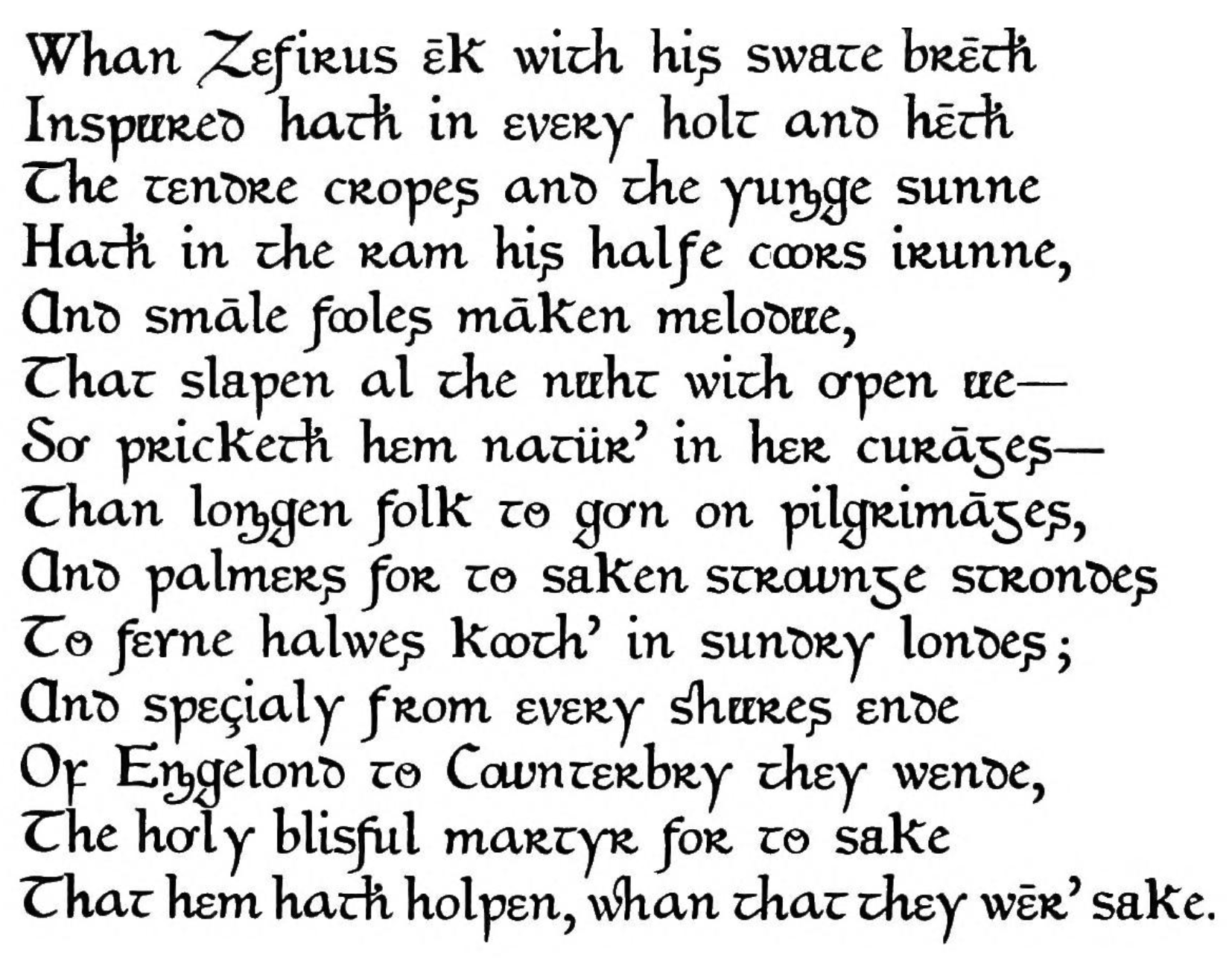
Passage des Contes de Canterbury de Chaucer transcrit avec l’alphabet phonétique de Bridges.

Le poète anglais Robert Bridges utilise aussi le ꞛ, ou une lettre similaire plutôt dérivé du a de l’écriture gothique textura, dans son alphabet phonétique initialement publié en 1910 et repris dans certains de ses ouvrages, par exemple dans mꞛde (made), comme un ligature des lettres ɛ comme dans bed et i comme dans in,,.

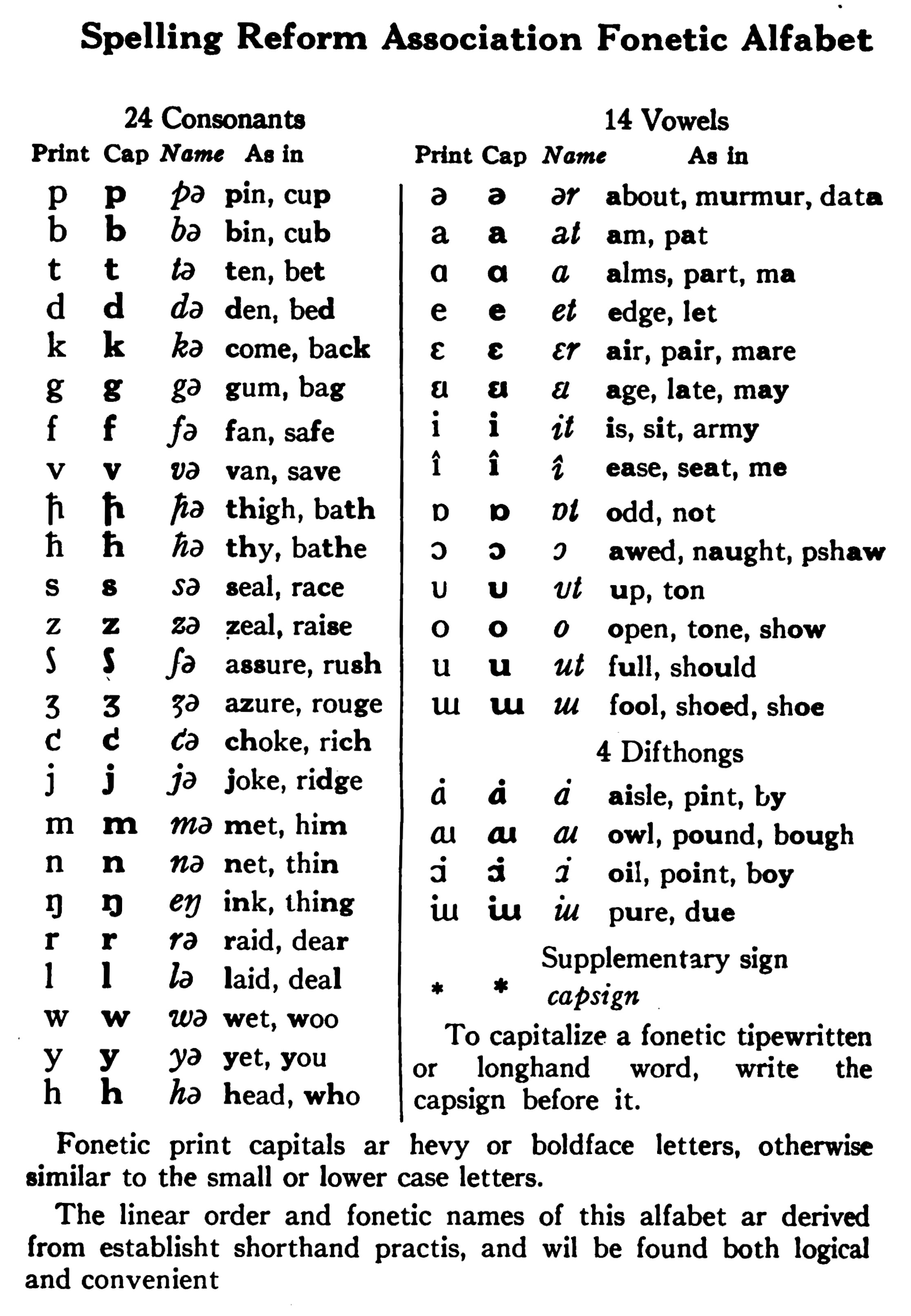
Le Fonetic Alfabet de la Spelling Reform Association en décembre 1931, réutilisé par la Simpler Spelling Society of America en 1962.

Dans les annéess 1930, la Spelling Reform Association, et en 1962, la Simpler Spelling Society of America propose un alphabet phonétique qui utilise aussi la lettre ꞛ,,.
Letitia Raubicheck ou Ruth Baldock Manser utilisent le ꞛ comme variante du symbole a de l’API, basé sur sa forme cursive et sur la transcription utilisée chez Funk & Wagnalls, pour transcrire ask,.

### Alphabet dialectal suédois

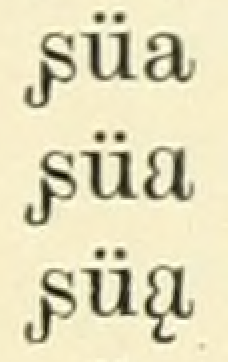
Le symbole ꞛ dans Karlgren 1915-1926.

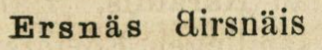
Majuscule ꞛ de l’alphabet de Lundell, utilisé en 1888 dans un article du journal Svensk landsmål ock Svensk folkliv.

En 1879, Johan August Lundell propose ‹ ꞛ › dans son alphabet dialectal suédois (Landsmålsalfabetet en suédois).
Bernhard Karlgren utilise l’alphabet dialectal suédois, dont ‹ ꞛ › dans ses Études sur la phonologie chinoise publiées de 1915 à 1926.

### Alphabet de Kewitsch

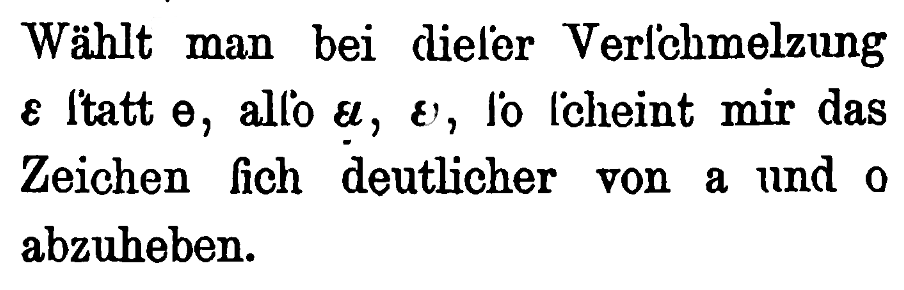
Lettres ɛ, ꞛ, ʚ proposées par Kewitsch en 1881

En 1881, Kewitsch propose ‹ ꞛ › comme l’un des symboles de son article Internationale Alphabet publié dans le Zeitschrift für Orthographie.

### Alphabet volapük

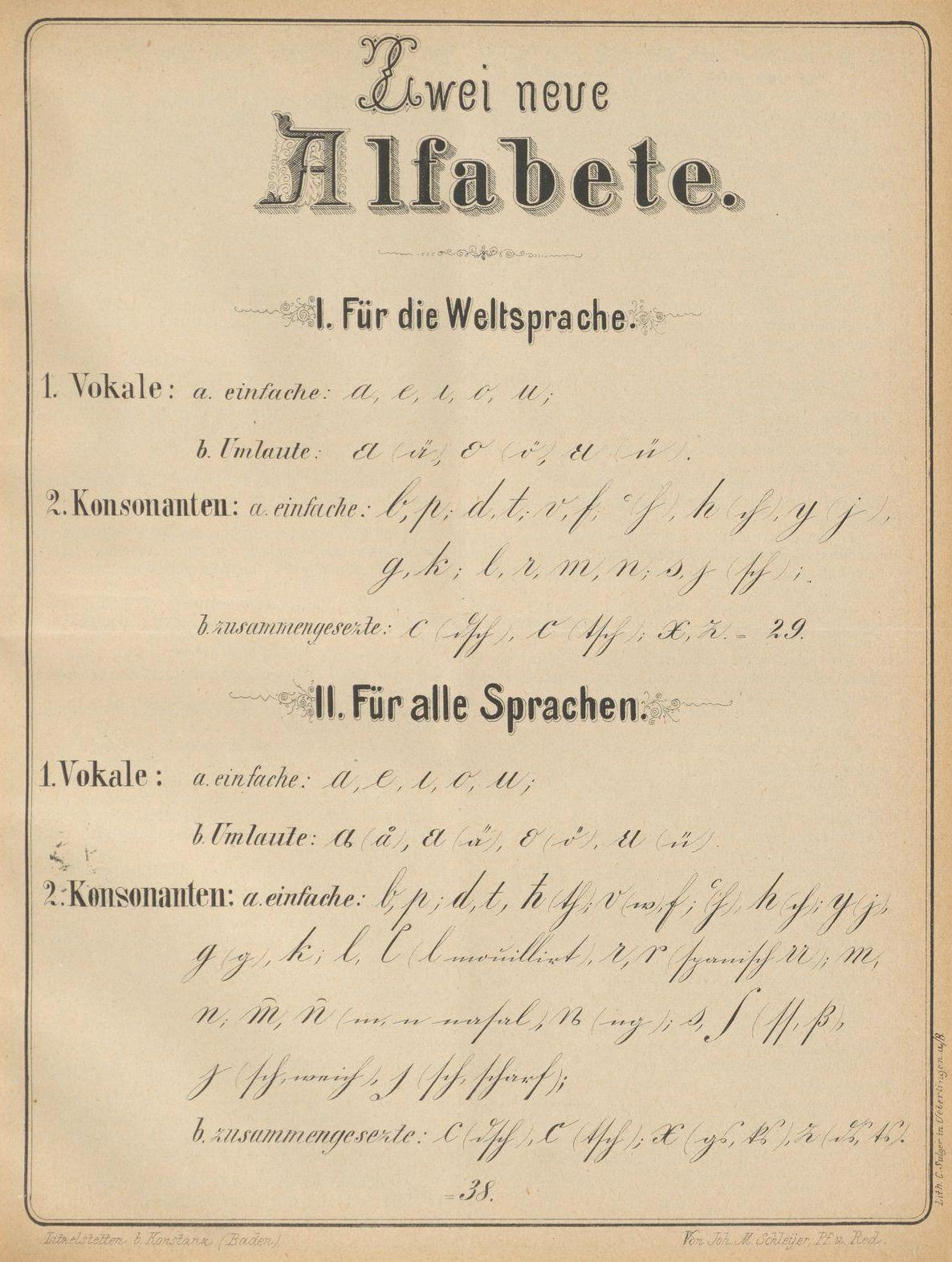
Alphabet volapük et alphabet pour les autres langues avec les lettres ꞛ, ꞝ et ꞟ, publié en juin 1881 par Schleyer.

Cette lettre est utilisée par Johann Martin Schleyer, avec les lettres oe ‹ Ꞝ ꞝ › et ue ‹ Ꞟ ꞟ › pour l’écriture du volapük dans les années 1880. Schleyer l’utilise, à partir de 1883, notamment dans la revue Weltsprachblatt (Volapükabled) ou dans sa grammaire volapük, Grammatik der Universalsprache. Ces trois lettres sont définitivement remplacées par les lettres avec tréma ‹ Ä ä, Ö ö, Ü ü ›, utilisé comme alternative jusque là, lors du congrès volapük de Munich du 9 aout 1887,.

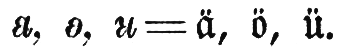
Ä, ö, ü volapüks dans une grammaire volapük de Schleyer de 1884.
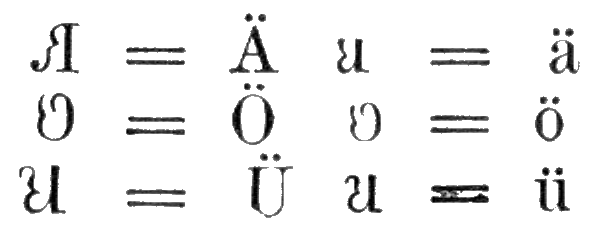
Formes alternatives de ä, ö, ü volapüks utilisés par Julius Lott (de) dans Die Kunst die internationale Verkehrssprache „Volapük“ schnell zu erlernen, A. Hartleben, Wien, 1888.
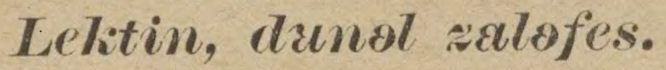
Mots volapüks avec les lettres ꞛ, ꞝ et ꞟ dans Volapükbled en 1885.
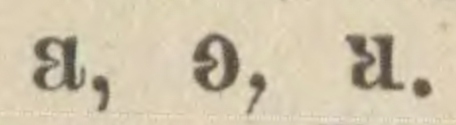
Lettres ꞛ, ꞝ, ꞟ dans un article du Volapükabled de 1896.

### Alphabets phonétiques allemands

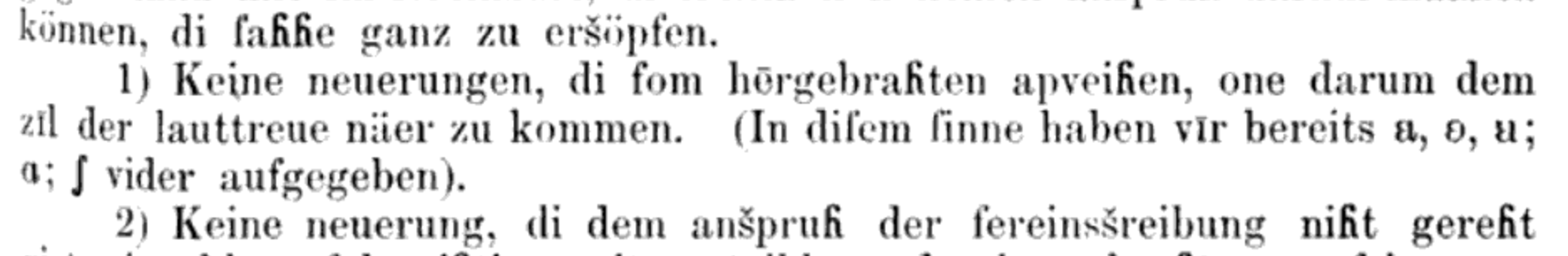
Les lettres ꞛ, ꞝ, ꞟ citées comme anciennes lettres de l’orthographe allemande utilisée dans le journal Reform dans un article de 1893.

Le journal allemand Reform de la Verein für vereinfachte deutsche Rechtschreibung (Association pour l’orthographe allemande simplifiée), dirigée par Friedrich Wilhelm Fricke, utilise brièvement les lettres ꞛ, ꞝ, ꞟ dans l’orthographe qu’il promeut.
Après une proposition d’August Diederichs de 1881,, celles-ci remplacent les lettres ‹ ä, ö, ü ›, initialement avec la forme de lettres barrées ‹ a, ɵ, ʉ › dans l’orthographe de Fricke, pour ensuite prendre une encoche à gauche dans l’écriture manuscrite cursive et prendre leurs formes finales dans les caractères romains ; avant que celles-ci ne soient définitevement abandonnées, après quelques années.

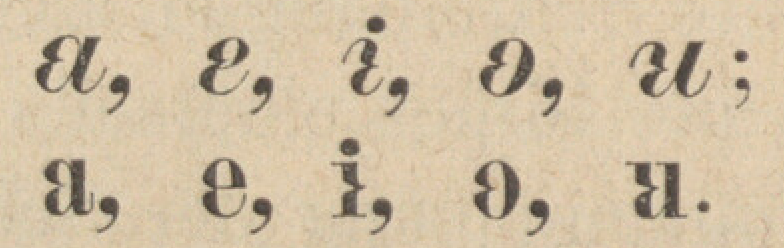
Les lettres de voyelles longues de Schreiber.
Les lettres de voyelles (courtes et longues) de l’orthographe de Schreiber.

La Zentralverein für vereinfachte deutsche Rechtschreibung (Association centrale pour l’orthographe allemande simplifiée), fondée en 1879, basée à Vienne et dirigée par Johann Max Schreiber, adopte aussi les lettres ꞛ, ꞝ, ꞟ dans son orthographe phonétique. Celles-ci représentent des voyelles longues.

### CanIPA
Cette lettre est utilisée par Luciano Canepari, dans son système de transcription phonétique appelé canIPA dérivé de l’Alphabet phonétique international (API), pour un [ɛ] plus reculé : [ɛ̠].

## Formes et variantes
|  |  | Formes majuscules et minuscules utilisées en volapük ou dans l’alphabet dialectal suédois.      |
|  |  | Formes majuscules et minuscules utilisées par Horatio Hale dans son alphabet phonétique en 1846 |
|  |  | Formes majuscules et minuscules utilisées par Julius Lott en volapük en 1888.                   |

## Représentation informatique
Le ä volapük peut être représenté avec les caractères Unicode (latin étendu D) suivants :
| formes    | représentations | chaînes de caractères | points de code | descriptions                      |
| --------- | --------------- | --------------------- | -------------- | --------------------------------- |
| capitale  | Ꞛ               | Ꞛ                     | U+A79A         | lettre majuscule latine ä volapük |
| minuscule | ꞛ               | ꞛ                     | U+A79B         | lettre minuscule latine ä volapük |

## Sources
- (vo) « Notèds », Volapükabled lezenodik, no 191,‎ 1896, p. 801-802 (lire en ligne)
- (en) Robert Bridges, A tract on the present state of English pronunciation, Oxford, Clarendon Press, 1913 (lire en ligne)
- (en) Robert Bridges, Collected essays, papers, &c., of Robert Bridges, vol. 2 : II Humdrum & Harum-Scarum: a lecture of free verse, III Poetic division, Oxford, University Press, 1928 (lire en ligne)
- (en) Robert Bridges, Collected essays, papers, &c., of Robert Bridges, vol. 6 : VIII Dante in English literature, IX The poems of Emily Brontë, X Dryden on Milton, Oxford, University Press, 1932 (lire en ligne)
- (en) Robert Bridges, Collected essays, papers, &c., of Robert Bridges, vol. 7 : XI Studies in poetry, XII Springs of Helicon, XIII Wordsworth & Kipling, XIV Word-books, XV Letter on English prosody & note on neo-Miltonics, Oxford, University Press, 1933 (lire en ligne)
- (de) E. Colas, « Zeitschriften. Reform. Zeitšrift des algemeinen fereins für fereinfaɦte deutše reɦtšreibung. Herausg. fon Dr. F. V. Frikke in Visbaden. (Bremen, j. Kühtmann’s ferläg.) 1881. Nr. 5. », Zeitschrift für Orthographie, no 10,‎ juillet 1881 (Google Livres, MDZ)
- (en) Godfrey Dewey, « i.t.a.: Not Spelling Reform, But child and parent of spelling reform », dans J. R. Block, i.t.a as a language arts medium: Proceedings of the Fourth International Conference McGill University, Montreal, Quebec, Canada, August 1967, The i.t.a. Foundation, 1967, 18-46 p. (lire en ligne)
- (de) August Diederichs, Unsere Selbst-und Schmelzlaute (auch die englischen) in neuem Lichte, Straßburg, Karl J. Trübner, 1886 (lire en ligne)
- (en) Michael Everson, Alois Dicklberger, Karl Pentzlin et Eveline Wandl-Vogt, Revised proposal to encode “Teuthonista” phonetic characters in the UCS N4081, L2/11-202, 2 juin 2011 (lire en ligne)
- (de) j. g. evərt, « fonɛtik spɛliŋ ɔv iŋgliʃ », lə mɛːtrə fɔnetik [Le Maître phonétique],‎ juillet-août 1914, p. 71 (JSTOR 44702428)
- (de) Friedrich Wilhelm Fricke, Abriss der vereinfachten Volksorthographie, Wiesbaden, 1890, 2e éd. (1re éd. 1884) (lire en ligne)
- (en) Horatio Hale, Ethnography and philology, Philadelphia, Lea & Blanchard, coll. « United States Exploring Expedition » (no 6), 1846 (lire en ligne)
- (de) H. G. Holle et Edward Lohmeyer, « Šprāɦliɦes unt fereinsangelegenheiten: Noɦmāls grafologi unt šule », Reform: Zeitschrift des allgemeinen Vereins für vereinfachte Rechtschreibung und des Vereins für Lateinschrift, vol. 17, no 3,‎ 15 mars 1893, p. 46-50 (Google Livres)
- (en) Joint Committee representing the National Education Association, the American Philological Association, and the Modern Language Association of America, A phonetic English alphabet, New York, Publisher’s Printing Company, 1904 (lire en ligne)
- Bernhard Karlgren, Études sur la phonologie chinoise, Leyde, Stockholm et Gotembourg, E.-J. Brill, P.A. Norstedt & Söner et Elanders Boktryckeri A.-B., coll. « Archives d’études orientales » (no 15), 1915-1926 (lire en ligne)
- (de) Kewitš, « Internationales Alphabet », Zeitschrift für Orthographie, vol. 1, no 6,‎ mars 1881, p. 126–130 (Bodleian, MDZ [PDF])
- (en) Edwin Leigh, Improvement in systems of pronouncing-orthography, Patent no. 78296, United States Patent Office, 26 mai 1868 (lire en ligne)
- (en) Edwin Leigh, The new guide to modern conversation in various languages, New York, 1872 (lire en ligne)
- (de) Julius Lott, Die Kunst, die internationale Verkehrssprache „Volapük“ schnell zu erlernen., Wien, Pest, Leipzig, A. Hartleben’s Verlag., coll. « Die Kunst der Polyglottie » (no 13) (lire en ligne)
- (sv) Johan August Lundell, « Det svenska landsmålsalfabetet », Svenska Landsmål, no 1,‎ 1879, p. 11–158 (lire en ligne)
- (en) Ruth Baldock Manser, Manual of speech correction on the contract plan, 1935 (lire en ligne)
- (en) Letitia Raubicheck, Teaching speech in secondary school, New York, Prentice-Hall, 1936 (lire en ligne)
- (en) Letitia Raubicheck, How to teach good speech in the elementary schools, New York, Noble & Noble, 1937 (lire en ligne)
- (de) Rudolf Müller, « Zur neuen reɦtšreibung », Bayerische Lehrer-Zeitung, no 30,‎ 27 juillet 1877, p. 333-334 (lire en ligne)
- (en) James Pitman et John St. John, Alphabets and Reading: The Initial Teaching Alphabet, Sir James Pitman and Sons Ltd., 1969 (lire en ligne)
- (de) Johann Martin Schleyer, Grammatik der Universalsprache für alle gebildete Erdbewoner nebst kurzem Wörterbuche, Überlingen, 1884, 4e éd. (lire en ligne)
- (de) Johann Martin Schleyer, Wéltspràche : mittlere Grammátik der Universalsprache Volapük, Schleyer’s Weltspràche-Zentràlbüro, 1887, 8e éd. (lire en ligne)
- (de) Johann Max Schreiber, « Proben deutscher Reform-Orthographieen : 8. Zentralverein für vereinfachte Rechtschreibung in Wien, gegründet 1879 », Zeitschrift für Orthographie, Orthoepie und Sprachphysiologie, vol. 2, no 2,‎ novembre 1881, p. 38 (Bodleian, MDZ)
- (de) Johann Max Schreiber, Schrift und Sprache : Regelung der deutschen Orthographie, Wien, 1883
- (de) Sigmund Spielmann, Volapük-Almanach für 1888, Leipzig, Eduard Heinrich Mayer, 1888 (lire en ligne)
- (en) Charles Augustus Story, The fonetic primer, offering the universal alfabet and the science of spelling, New York, Isaac H. Blanchard Company, 1907 (lire en ligne)
- (en) Paul D. Travers et Wallace Z. Ramsey, « Initial Teaching Alphabet a Hundred Years Ago? », The Elementary School Journal, vol. 74, no 5,‎ février 1974, p. 274-279 (JSTOR 1000824)
- (en) Edwin Orlando Vaile, Should the National Education Association endorse the key alphabet adopted by the Department of Superintendence, 1911 (lire en ligne)
- (en) Raymond Weeks, James W. Bright et Charles H. Grandgent, The N.E.A. phonetic alphabet with a review of the Whipple experiments, Lancaster, PA., The New Era Printing Company, 1912 (lire en ligne)
- (de) Wilhelm Vietor, « Beantwortungen des Fragesbogens (Fortsetzung) », Zeitschrift für Orthographie, Orthoepie und Sprachphysiologie, vol. 2, no 5,‎ février 1882, p. 83-88 (Bodleina, MDZ)
- (en) Frank H. Vizetelly, Essentials of English speech and literature; an outline of the origin and growth of the language, with chapters on the influence of the Bible, the value of the dictionary, and the use of the grammar in the study of the English tongue, New York, London, Funk & Wagnalls Company, 1917 (lire en ligne)